# Personer i Sverige födda i Bulgarien
Till personer i Sverige födda i Bulgarien räknas personer som är folkbokförda i Sverige och som har sitt ursprung i Bulgarien. Enligt Statistiska centralbyrån fanns det 2017 i Sverige sammanlagt cirka 9 500 personer födda i Bulgarien.

## Historik
Migrationsverkets statistik visar att medborgare från Bulgarien utgjorde den största gruppen bland asylsökande 1989, totalt 5013 personer. De flesta av dem var etniska turkar som flydde från förföljelse i Bulgarien.

## Historisk utveckling

### Födda i Bulgarien
| Personer i Sverige födda i Bulgarien 1930–2024 | Personer i Sverige födda i Bulgarien 1930–2024 | Personer i Sverige födda i Bulgarien 1930–2024 | Personer i Sverige födda i Bulgarien 1930–2024 | Personer i Sverige födda i Bulgarien 1930–2024 |
| --- | ---------------------------------------------- | ---------------------------------------------- | ---------------------------------------------- | ---------------------------------------------- |
| |                                                |                                                |                                                |                                                |
| År |                                                |                                                | Folkmängd                                      |                                                |
| 1930 | 1930                                           |                                                | 7                                              |                                                |
| 1950 | 1950                                           |                                                | 44                                             |                                                |
| 1960 | 1960                                           |                                                | 108                                            |                                                |
| 1970 | 1970                                           |                                                | 722                                            |                                                |
| 1980 | 1980                                           |                                                | 913                                            |                                                |
| 1990 | 1990                                           |                                                | 1 933                                          |                                                |
| 2000 | 2000                                           |                                                | 3 508                                          |                                                |
| 2001 | 2001                                           |                                                | 3 605                                          |                                                |
| 2002 | 2002                                           |                                                | 3 724                                          |                                                |
| 2003 | 2003                                           |                                                | 3 825                                          |                                                |
| 2004 | 2004                                           |                                                | 3 901                                          |                                                |
| 2005 | 2005                                           |                                                | 3 962                                          |                                                |
| 2006 | 2006                                           |                                                | 4 021                                          |                                                |
| 2007 | 2007                                           |                                                | 4 981                                          |                                                |
| 2008 | 2008                                           |                                                | 5 686                                          |                                                |
| 2009 | 2009                                           |                                                | 6 231                                          |                                                |
| 2010 | 2010                                           |                                                | 6 652                                          |                                                |
| 2011 | 2011                                           |                                                | 6 962                                          |                                                |
| 2012 | 2012                                           |                                                | 7 357                                          |                                                |
| 2013 | 2013                                           |                                                | 7 823                                          |                                                |
| 2014 | 2014                                           |                                                | 8 325                                          |                                                |
| 2015 | 2015                                           |                                                | 8 757                                          |                                                |
| 2016 | 2016                                           |                                                | 9 105                                          |                                                |
| 2017 | 2017                                           |                                                | 9 457                                          |                                                |
| 2018 | 2018                                           |                                                | 9 624                                          |                                                |
| 2019 | 2019                                           |                                                | 9 831                                          |                                                |
| 2020 | 2020                                           |                                                | 9 906                                          |                                                |
| 2021 | 2021                                           |                                                | 10 052                                         |                                                |
| 2022 | 2022                                           |                                                | 10 427                                         |                                                |
| 2023 | 2023                                           |                                                | 10 741                                         |                                                |
| 2024 | 2024                                           |                                                | 10 685                                         |                                                |
| Anm.: Befolkning den 31 december respektive år förutom åren 1960 och 1970 som avser förhållandet den 1 november och år 1980 som avser förhållandet den 15 september. |                                                |                                                |                                                |                                                |